# 運動エネルギー回生システム
運動エネルギー回生システム（うんどうエネルギーかいせいシステム、Kinetic Energy-Recovery System）は、ブレーキング時のエネルギーを回収・貯蔵し、加速時に再利用するシステムの総称。自動車レースのフォーミュラ1（F1）において2009年シーズンに導入され、2010年以降はスポーツカーレースでも搭載されるようになった。
F1では「KERS（カーズ）」の略称で呼ばれたが、2014年のレギュレーション変更により、運動エネルギーのみならず熱エネルギーの回生も行う新たなシステムへ発展。名称はエネルギーの形態に触れないよう一般化され、単にエネルギー回生システム（Energy-Recovery System = ERS、アーズ、イーアールエス）となった。この項では便宜上、ERSについても扱う。

## KERS

### 原理

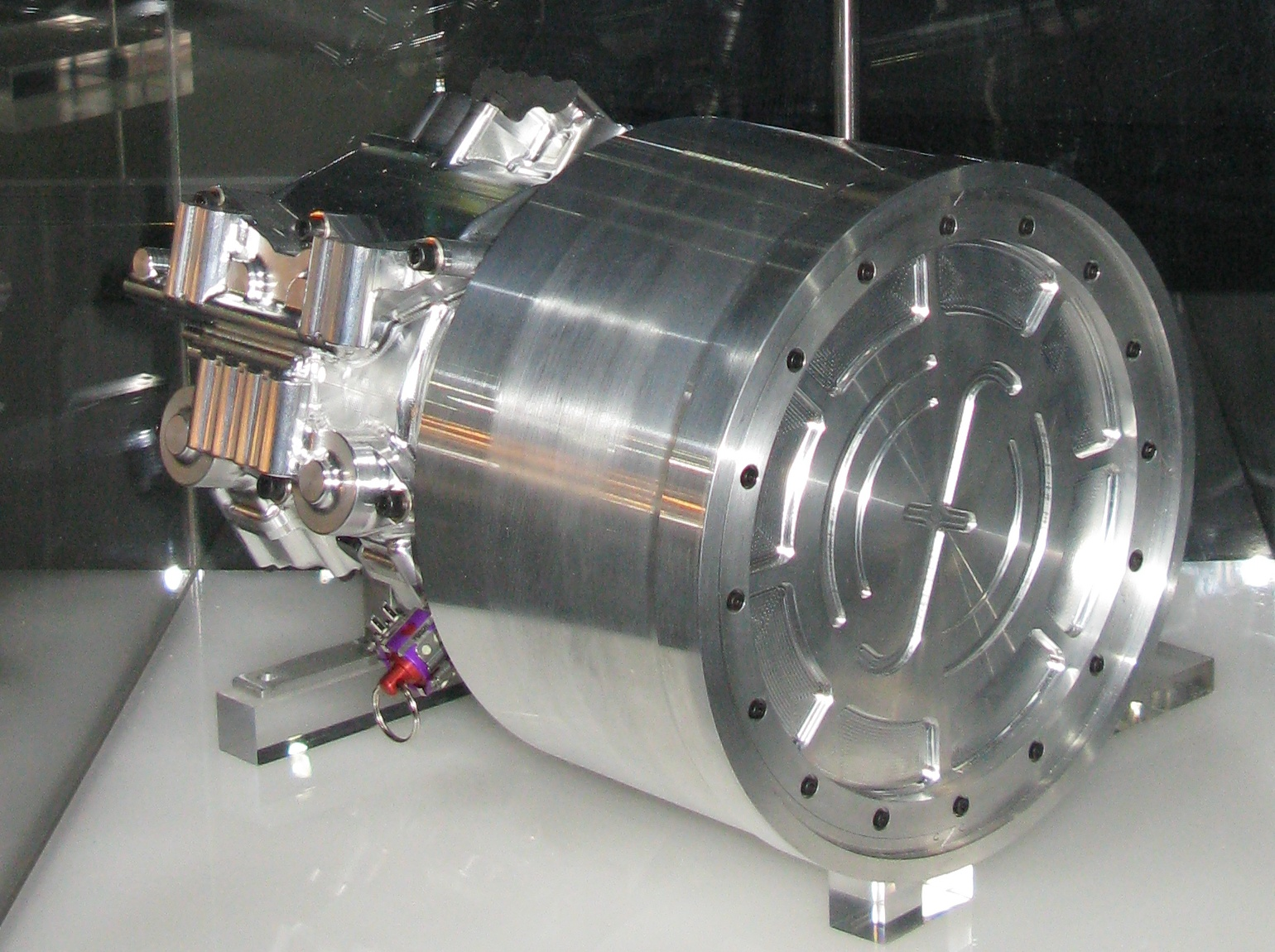
フライブリッド式（※：フライホイールに余剰運動エネルギーを蓄える方式）のKERS。

一般的なレーシングカーはコーナー手前でブレーキングする際、前進方向の運動エネルギーを熱エネルギー（ブレーキディスク・パッドの摩擦熱）に変換しこれを捨てることで車速を落としている。KERSではこのエネルギーを回収（回生）し、規定の範囲内でエネルギーを放出して、駆動輪の回転をアシストする。量産車のハイブリッド技術をレースに応用したものであり、内燃機関（エンジン）の出力にエクストラパワーを追加することで、追い越し（オーバーテイク）の機会を増やし、レース展開を活性化する可能性が見込まれる。
同じハイブリッド技術といっても、量産車のものと求められる性能は異なる。量産車の場合は燃費向上やメンテナンスフリーといった点が重視されるが、レーシングカーの場合はラップタイムの短縮が第一である。そのため、「急減速・急加速に応答するレスポンス（パワー密度）」「軽量コンパクト」「設置位置の自由度（前後重量配分や低重心化）」「過酷な使用環境（熱や振動）における信頼性」といった要件を満たす必要がある。
エネルギーの保存・再利用は3つの方法がある。
電気式
駆動系に電動機/発電機ユニット (Motor Generator Unit = MGU) を設置。減速時にはジェネレーターの抵抗を制動力として用いつつ、運動エネルギーを電気エネルギーに変換して（いわゆる回生ブレーキ）、バッテリー（リチウムイオン電池）に充電する。KERS使用時には逆のルートで電流を送り、モーターを駆動して運動エネルギーに再変換する。
市販車で蓄積された技術的ノウハウを利用できることが特徴。ただし、電池は化学反応によって蓄電するためパワー密度が低く、バッテリーパックの重さや熱管理という課題もある。イオンの物理反応を用いる電気二重層コンデンサ（スーパーキャパシタ）はリチウムイオン電池の3倍のパワー密度を持つが、エネルギー容量が小さいためサイズが大きくなってしまう。

機械式
駆動系に小型のはずみ車（フライホイール）を設置。減速時の余剰エネルギーをトロイダル式CVTで増速し、真空ケース内のフライホイールを高速回転させることで保存する。KERS使用時にはCVTで減速して、運動エネルギーをギアボックスへ戻す。
構造がシンプルで軽量化できる上に、運動エネルギーを直接やり取りするため、エネルギーの損失が少ない。しかし、高速回転体にエネルギーを貯めこむため、安全性に一抹の不安がある。また、ユニットの形状と搭載位置が制約されるため、パッケージングの自由度に欠ける。
電気+機械式（電動フライホイール）
駆動系のジェネレーターで生成した電気エネルギーをMGU内蔵型のフライホイールへ送り、モーターでローターを回転させ、運動エネルギーとして保存する。KERS使用時にはローターの回転でジェネレーターを作動し、電気エネルギーを駆動系のモーターへ送る。
前2種類の折衷タイプであり、電気式よりも軽量で、機械式よりも設置場所を選ばないというメリットがある。
これらの機器に、電子制御装置 (ECU) や、（電気式の場合は）電流を変換するインバーターを加えて全体のシステムが構成される。

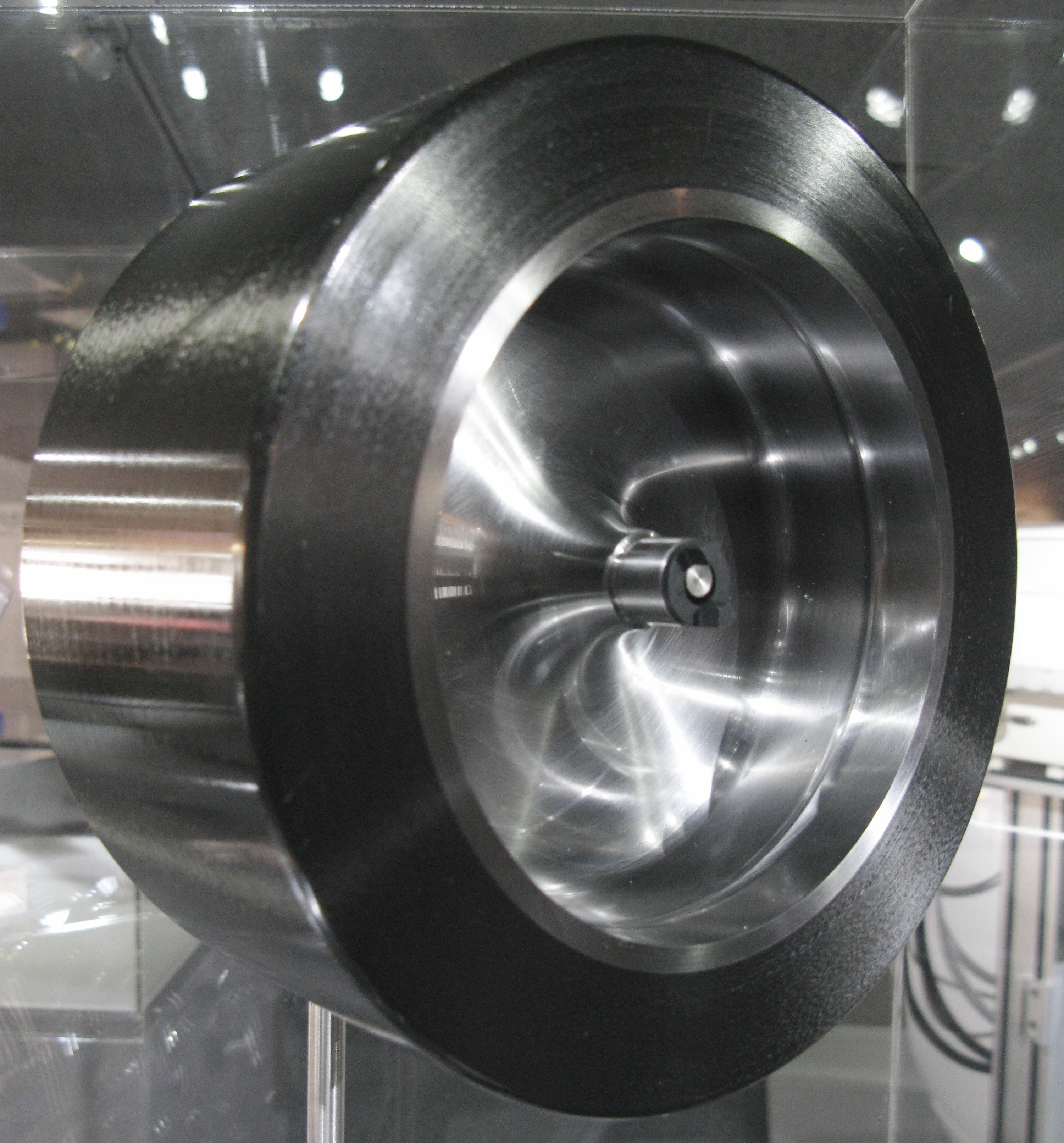
KERSのフライホール。

### レギュレーションと搭載方法
F1におけるKERSは、レギュレーション上、2009年から2010年を除き2013年まで任意での搭載が許されていた。
KERSの作動は後輪に限定され、最大出力60 kW、1周あたり発揮できるエネルギーは最大で400 kJと定められた。これを馬力・時間換算すると81.6馬力のパワーアシストを1周につき6.67秒間使える計算になる。ラップタイムに換算すると、1周あたり0.3秒 – 0.5秒の短縮が可能になる。
また『スタートラインを通過して、再度スタートラインに到達するまでを一周とする』という解釈のため、KERSが800 kJのエネルギーを貯蔵できれば13.33秒ほぼ連続でKERSを使用することが可能である。特に富士スピードウェイのようなホームストレートが長いサーキットでは最高速に大きく影響を及ぼすと考えられた。
エネルギーの放出は、ドライバーがステアリング上のKERSボタンを押している間に行われる。市販車のようなブレーキ/エンジンとの協調制御は認められておらず、ステアリング上のダイヤルで回生力や出力の調節を行う。
システム構成は自由であるが、使用する全チームがモーター+リチウムイオン電池の電気式を選択した。ウィリアムズはフライホイール開発企業を買収し、独自にバッテリーから電動フライホイールへの切り替えを目指していたが、最終的には見送った。フライホイール装置を燃料タンクの上に設置するつもりだったが、2010年のレギュレーション変更でレース中の再給油が禁止され、燃料タンクが大型化したことでパッケージングが困難になったためである。
主要コンポーネント類は運動性能への影響を抑えるため、車両中心部の低位置に配置されている。MGUはエンジンの前方にあり、ギアを介してクランクシャフトに接続する。バッテリーパックはモノコックの底部（燃料タンクの下）に納める方法が主流だが、マクラーレンはサイドポッド側面、レッドブルはギアボックスの側面に搭載した。

### 導入の経緯と経過
近年の原油価格の高騰や、地球温暖化問題に絡んで省エネルギー・エコロジーに関する世間の関心の高まりから、通常の自動車などと比べてもより多くの化石燃料を消費するモータースポーツに対する風当たりが強まることを恐れた国際自動車連盟(FIA)が、環境保護アピールの一策として導入を発表した。また、2007年シーズンから開発コストの低減を目的に、使用するエンジンにホモロゲーションが適用され、シーズン中のアップデートはおろかエンジン開発そのものがほぼ禁止となったことに対し、F1に参戦している自動車メーカーの不満が高まったため、新たな技術開発の可能性を提示することで、それらメーカーの不満を抑える目的もあるとされる。
F1関係者の間ではその安全性から2009年の導入開始に対し賛否両論であったが、予定通りKERSが使われることになった。ただし搭載および使用は義務ではなく、各チームやドライバーの自由意思により決定できた。一時期は2010年から全車搭載義務化との話もあったが、最終的に変更はなく、KERSがレギュレーションから外される2013年末まで任意搭載のままであった。
2009年
導入初年度にKERSを搭載したのはワークス系4チーム（フェラーリ・マクラーレン・BMWザウバー、ルノー）のみとなり、残りのチームは搭載を見送った。結果的に、搭載チームは開幕からシステムの熟成不足に苦しめられ、BMWザウバーはシーズン途中KERSを外し、ルノーもKERS搭載でのレースはイタリアGPのみとなり、シーズン通してKERS搭載で戦ったのはマクラーレンとフェラーリのみとなる形となったが、開発が進んだ後半戦はスタート時の加速などで威力を発揮し、マクラーレン2勝、フェラーリ1勝を挙げる。しかし、チャンピオンシップを争ったのは非搭載チームであるブラウンGPとレッドブルであった。
2010年
フォーミュラ・ワン・チームズ・アソシエーション (FOTA) において「KERSは使用しない」という紳士協定が結ばれたため、レギュレーション上は使用可能なまま、採用チームは無しという状態になった。FIA会長のジャン・トッドはこの状況に不満を表明し、KERS再導入のためのワーキンググループを設置。2011年のレギュレーション変更項目にKERSの使用が記載された。
2011年
下位3チーム（チームロータス・マルシャ・HRT）以外はすべてKERSを搭載。前年の紳士協定から各チームにKERSを開発熟成する猶予期間が与えられた形になった事もあり、ほぼ標準装備となったが、自社開発する余力のない中堅以下のチームは、フェラーリ・ルノー・メルセデスといったエンジンサプライヤーからKERSをセットで購入した。その価格は約1000万 – 1500万ユーロといわれる。
2012年 – 2013年
2012年にはケータハム、2013年にはマルシャがKERSを搭載し、この時点で出走するすべてのマシンがKERSを搭載した。

### 問題点と改良点
安全性・信頼性
各チームがテストを進めている中で、2008年7月にはヘレス・サーキットにおいてBMWザウバーのメカニックがKERS搭載マシンに触れて感電する事故が起きたり、レッドブルのファクトリーでKERSのテスト中に煙と有毒ガスが発生するなど、KERSの開発中に事故が続発したため、一時は安全性が確保できるまでKERSの導入を延期すべきだとの意見も出ていた。
実戦において重大事故は起きていないが、故障によりレース中使用できなくなるケースが発生。とくにレッドブルは2011年にKERSのトラブルが続発して対策に追われた。
重量
2009年の導入当初、電気式のバッテリーシステムの重量は最大で40 kg以上あったため、マシンの運動性能へ及ぼす影響が大きかった。通常、F1マシンは最低重量規定よりも軽く作られ、余剰分のバラストを各部に積んで重量配分を調節する。KERS搭載車はリアヘビーになる上に、重量配分の自由度も減ってしまい、2009年から復活したスリックタイヤに見合うバランスをとることが難しくなった。
その後、システムの軽量化が進み、マクラーレンの発表によれば、同チーム搭載のKERSは2009年シーズン終了時に25 kgまで軽量化された。2011年からは最低重量が2年前に比べ約40 kg増量され、KERSの重量デメリットはほぼ打ち消された。それでも、バラストを少しでも多く載せられるよう、ドライバーは体重を減らす努力を求められている。
費用対効果
F1のコスト削減が進められる中で、KERSの開発は高価すぎるという議論が生じた。FOTAはバジェットキャップを巡るFIAとの対立の最中にこの問題を再検討し、2010年の使用自粛という紳士協定に至った。
2011年からの復活に向けて、FOTAは標準ユニットの供給を検討したほか、供給価格を100万ユーロに抑えるという案もあったが実行されず、メルセデスは600万ユーロに値上げしたと報じられた。ルノーの場合エンジンが1000万ユーロで、KERSとサポートの費用は500万ユーロと述べている。
また、レギュレーションで回生・放出量や出力が低く設定されているため、KERS搭載車同士が競争する状況では効果が現れにくい。オーバーテイクの促進という意味では、2011年から導入された「ドラッグリダクションシステム」(DRS) の方が効果的であり、KERSはDRSを作動できる後続車に抜かれないためのディフェンス手段という用法が増えている。

## ERS

### エネルギー効率への挑戦
2014年よりF1に導入されたエネルギー回生装置 (ERS) は、運動エネルギー回生に加えて、排気ガスから熱エネルギーを回生することもできる。前者の運動エネルギー回生はMGU-K (Motor Generator Unit - Kinetic)、後者の熱エネルギー回生はMGU-H (Motor Generator Unit - Heat) と称される。
これら2つのMGUは、バッテリー (Energy Store, ES) や内燃機関（1.6 L V6直噴エンジン＋シングルターボ）と統合され、ひとつのパワーユニット (Power Unit, PU) を構成する。すなわち、ERSの開発はエンジンサプライヤーが包括的に担当することとなる。
同時に、決勝レース中の最大燃料搭載量が100 kgに制限された（ただし2017年より最大105kg、2019年より最大110kgと、段階的に緩和されている）。2013年までのV8エンジンでは1レースあたり155 – 160 kg程度の燃料を消費しており、従来比35%の燃費向上を実現しなければ、レースペースで完走することは望めない。また最高回転数が15,000 rpm、瞬間燃料流量は最大100 kg/hに規制されるため、2014年以降はパワーはもちろん「エネルギー効率」が最重要課題となる。
一般的なガソリンエンジンの場合、燃料に含まれる総エネルギーから駆動力として抽出されるのは30%程度、熱効率に特化したとしても40%程度が限界である。その点では総エネルギーの半分近くを抽出可能なディーゼルエンジンに劣り、少なくとも総エネルギーの三分の二が排気ガス中の熱エネルギーとして排出されてしまう。新パワーユニットは、これらの無駄に捨てられていた排気熱を再利用することで、市販車に搭載されている優れたディーゼルエンジンと同等のエネルギー効率を実現することが肝となっている。
排気熱エネルギーの再利用方法には、航空機や船舶の大型エンジンで採用されたターボコンパウンドという先例があるが、電力を生成して複合的に再利用する技術はまだ試験段階であり、レースで磨かれた技術が市販車へフィードバックされる可能性を秘めている。運動エネルギー回生が街乗りでのストップ&ゴーに適しているのに対し、熱エネルギー回生は高速道路での長距離巡行時にエンジン効率を向上させるような用途が考えられる。実際、ホンダは2015年からのF1復帰を表明した際、新レギュレーションが企業戦略に合致し、将来的な市販車開発につながると意欲を述べている。
一方でMGU-Hの導入は、自動車メーカー等から「開発コストが高くシステムが複雑化する上、市販車への応用が困難」だとして廃止を求める意見も多く、度々MGU-Hの廃止を巡る議論が起きた。2021年時点では2025年までMGU-Hありのレギュレーションが維持されることが決定していたが、同年12月の世界モータースポーツ評議会（WMSC）会合において、2026年以降はMGU-Hを廃止する代わりにMGU-Kの出力を引き上げることで合意したことが公表された。

### 熱回生とレギュレーション
レギュレーションでは排気熱エネルギーによる発電方法は指定されておらず、水を沸騰させ蒸気タービンを回すランキンサイクルや、熱電素子による直接変換（ゼーベック効果）といった方法も可能であるが、レギュレーションでは「ターボチャージャーのタービン/コンプレッサーと機械的に接続していること」が条件となるため、ターボの過給機構の間にMGU-Hを挟み込んで、排気熱エネルギーを受けて高速回転するタービンシャフトから発電する方法が現実的になる。
- 駆動力のアシストはMGU-Kからのみ行われる。KERSと同じくエンジンのクランクシャフトにギアを介して伝達する[33]（可変レシオは禁止[33]）。上限回転数は50,000 rpm[34][33]。最大トルクは200 Nm[33]。
- MGU-Kの最大出力は120 kW (160 PS)[34]と従来の2倍になる。ターボエンジンの600馬力に加えると761馬力となり、2013年までのV8エンジンと同等の出力を確保する[28]。
- MGU-KからESへの回生量は2 MJ/周（KERSの2倍）まで、ESからMGU-Kへの放出量は4 MJ/周（KERSの10倍）まで[34]。4 MJを最大120 kWで使用すると、作動時間は1周あたり33.3秒間[34]（KERSの5倍）となる。
- MGU-Hの回生量は無制限[34][35]。得られる電力は状況に応じて3つの用途へ振り分けられる。
  - MGU-Kへの直接供給[35]。ESからの4 MJ/周とは別にして無制限に供給できるため、MGU-Kのパワーアシストが1周あたり33秒+αに伸びることになる[36]。
  - MGU-Hがモーターとしてターボコンプレッサーを増速し、過給特性を改善する（ターボラグの解消）[36]。
  - ESへ一時蓄電[36]。
- MGU-Hの上限回転数は125,000 rpm[34]。クラッチを付けてタービンシャフトから切断することも認められている。
- ESを除いたパワーユニットの最低重量は145 kg[33]。ESの重量は20 – 25 kg[33]。

MGU-KとESのやり取りには「回生量2 MJ/放出量4 MJ」と差が付けられているので、毎周フルチャージでアシストすることはできない。従って、MGU-Hの熱回生がもたらす無制限の補助電力がERSの作動時間（=ラップタイム短縮）に影響することになる。
またERS化に付随して、リアブレーキの電子制御（セミ・ブレーキ・バイ・ワイヤ）が解禁された。これは、MGU-Kの出力が倍増した副作用により、従来のようにドライバーが手動でブレーキバランスを調節する形ではブレーキング時の安定性・安全性が確保できないと見込まれたためである。

### 設計・使用方法
ERSには従来のKERSボタンに相当するものが装備されないので、ECUに書き込まれた制御プログラムに従い、走行中常に機能し続けることとなる。制御プログラムの設定には自由度が認められており、ドライバーは走行状況に応じて「パワー優先モード」「回生優先モード」などをステアリング上のつまみで選択する。
具体的なERSの働き方についてはホンダの解説サイトを参照。
- 減速時はMGU-Kで運動エネルギー回生を行い、バッテリーに充電する。
- コーナー立上り区間ではバッテリーに充電しておいた電力をMGU-Kへ放出し、エンジン出力をアシストする。さらにMGU-Hを利用してコンプレッサーを回転させ、ターボラグを解消する。
- 全開加速中はMGU-Hで発電した電力を直接MGU-Kに送ってエンジン出力をアシストするか、もしくはバッテリーに充電する。

なお2026年以降は、前述の通りMGU-Kによる回生量の上限が大きく引き上げられるため、「エンジンはフルブレーキング時を除いてほぼ全開で周り続け、MGU-Kで発電する」「エンジンがレンジエクステンダーの役割も併せ持つ」形になると想定されており、ホンダでは「モンツァでは全開率が90%ほどにもなる」と予想している。

## F1以外での使用例

### 世界耐久選手権
2012年より開催されているFIA 世界耐久選手権 (WEC) では、最高峰のLMP1クラスにのみ運動エネルギー回生システムの搭載を認めている。2012年度のレギュレーションによれば、システムは前輪または後輪の選択式で、ドライバーのアクセル操作に連動する（ブレーキ/エンジンとの協調制御は可能）。1回の稼働で放出されるエネルギーは500 kJ、ピットレーンでは回生エネルギーのみで走行しなければならない。また、サーキット毎に回生可能なブレーキングゾーンが指定されており、4輪駆動車は120 km/h以上に使用が制限されている。
2014年以降の新規定では、LMP1のワークスマシンは全車ハイブリッド仕様でなければならない（LMP1-H）。全輪エネルギー回生が認められたほか、熱エネルギー回生も導入される。1周あたりのエネルギー放出量を4段階 (2・4・6・8 MJ) から任意で選択できるが、アシスト量が大きいほどエンジンの燃料使用量と瞬間最大流量が減らされる規定になった。
レース成績とともに市販車の技術アピールが重視されるWECでは、参戦するマニュファクチャラー（自動車メーカー）のエコロジー開発思想が反映されており、ディーゼルとガソリン、ターボとNA、バッテリー式とフライホイール式、前輪アシストと後輪アシスト、といった選択肢の組み合わせが興味を引く。
2021年からは、LMP1クラスに代わってル・マン・ハイパーカー（LMH）規定が導入され、ハイブリッドカーについては「モーターによる駆動は前輪のみ可能」とされた。またモーターアシストの利用について最低速度制限が設けられており（原則として120 km/h以上）、2022年以降はBoP（Balance of Performance）による性能調整により最低速度が更に引き上げられるケースも出てきている。
プジョー・908 HYbrid4
V8ディーゼルターボエンジン＋リチウムイオンバッテリー+MGU（後輪）。2012年投入を目指してテストを行ったが、プジョーの撤退により実現せず。
アウディ・R18 e-torn クワトロ
V6ディーゼルターボエンジン＋電動フライホイール+MGU（前輪）。システムはF1のウィリアムズチームの子会社「ウィリアムズ・ハイブリッド・パワー（WHP）」が開発したもので、ニュルブルクリンク24時間レースに出場したポルシェ・911GT3に搭載された実績がある。2014年規定ではエネルギー放出量2 MJを選択。
トヨタ・TS030 HYBRID/TS040 HYBRID
TS030はV8NAエンジン＋スーパーキャパシタ+MGU（後輪）。元々前後輪2基のKERSを搭載する設計だったが、レギュレーションの変化をうけて後輪のみに変更した。2014年のTS040では当初予定通り前輪にもMGUを搭載し、エネルギー放出量6 MJを選択。
トヨタ・TS050 HYBRID
2016シーズンより導入されたTS050はV6ツインターボエンジン+リチウムイオンバッテリー+MGU（前・後輪）。新たにエネルギー放出量8 MJを選択した。
ポルシェ・919ハイブリッド
V4ガソリンターボエンジン+リチウムイオンバッテリー+MGU（前輪）+熱エネルギー回生（→バッテリー→前輪）。2014年規定ではエネルギー放出量6 MJを選択。

### スーパーフォーミュラ
日本のスーパーフォーミュラ（旧フォーミュラ・ニッポン）では、「System-E」の名称でKERS相当のシステムが搭載される予定があった。当初はエネルギー回生を行わないシステムとなる予定で、後に完全なKERS相当のシステムとしてホンダを中心に開発が進められていたが、2021年現在搭載は実現していない。

### 世界ラリー選手権
世界ラリー選手権（WRC）では2022年から2024年までの間、トップカテゴリーのラリー1に参戦する車に対してERSが導入された。ERSはドイツのコンパクト・ダイナミクス製のワンメイク。しかしラリー現場でのシステム修理が困難なことなどを理由として、2025年以降はERSは廃止され、内燃エンジンの単一動力源に戻った。

### 市販乗用車
- スズキは、減速時のエネルギーを車内の電気機器を動作させるための電力として回生させる「ENE-CHARGE」と呼ばれるシステムを開発した。これは2012年に五代目ワゴンRに初めて搭載された。
- マツダは減速時に回生を行いキャパシタに蓄電するi-ELOOPを開発。2012年11月に三代目アテンザに初めて搭載された[49]。
- ホンダは上記マツダのi-ELOOPでも使用されている日本ケミコン社製の電気二重層キャパシタ「DLCAP」を用いる回生蓄電アイドリングストップ機構「キャパシタ電源アイドリングストップシステム」を、三代目フィットのガソリン車に搭載した[50]。
- フェラーリは、F1で使用されるKERSの技術を応用した「HY-KERS」を開発。2013年にはHY-KERSを搭載する同社初のハイブリッド車、ラ フェラーリを発表した。
- マクラーレンは、2013年にフェラーリと同じくF1由来のIPAS（インスタント・パワー・アシスト・システム）を搭載する、P1を発表した[51]。
- ボルボは、2013年に機械式フライホイールを使用する「フライホイールKERS」を発表。最大25%の燃費改善効果があるとし、市販車への搭載を予定している[52]。